# Кратковременная память
Кратковременная память (КРП) — часть памяти человека, в которой информация поступает из сенсорной памяти, после обработки процессами восприятия, и из долговременной памяти, с помощью процессов (механизмов) целенаправленного (управляемого) и непроизвольного (спонтанного) вспоминания, позволяющий удерживать на короткое время небольшое количество информации в состоянии, пригодном для непосредственного использования сознанием.
Кратковременную память также называют первичной или активной памятью. Ей противопоставляется долговременная память, способная удерживать информацию гораздо дольше кратковременной.
Идея разделения памяти на кратковременную и долговременную датируется ещё XIX веком. Развитие психологических моделей многокомпонентной памяти, предполагающих перенос информации из кратковременного хранилища в долговременный по истечении некоторого времени, относится к 1950-м годам. Наибольшую известность получила так называемая множественная модель, разработанная Ричардом Аткинсоном и Ричардом Шиффрином. Однако точный механизм переноса информации, количество переносимых воспоминаний, да и само подтверждение разделения памяти на компоненты на физиологическом уровне остаётся предметом спора среди учёных.
Сознание видит и использует содержимое кратковременной памяти и обрабатывает его, с применением умственных операций, в оперативной части кратковременной памяти (рабочей (оперативной) памяти), структуре для временного хранения информации во время её активной переработки мозгом, в которую собираются и сохраняются сведения, необходимые для решения текущей задачи. При этом процессы восприятия и непроизвольного вспоминания, поставляющие информацию в кратковременную память, управляются сознанием в незначительной степени и, в основном, не прямо, а косвенно.
Продолжительность хранения информации (при условии, что нет повторения) около 20 сек. После 30 сек. след информации становится настолько хрупким, что даже минимальная интерференция разрушает его. Объём кратковременной памяти чаще всего оценивается в «7±2 элемента».
Современные оценки ёмкости кратковременной памяти несколько ниже, обычно 4—5 объектов. Однако эти объекты памяти, являющиеся образами реальных объектов, формируемыми восприятием, либо мысленными объектами различного типа, создаваемыми мышлением, воображением, умом, интуицией, могут обладать значительным информационным содержанием. К объектам памяти такого рода относятся, например, зрительные образы: картин, видов природы, фотографий, людей, их лиц и т. д.; понятия, мысленные модели (например, таблица умножения, периодическая таблица элементов Менделеева и т. д.), схемы и т. п. При размещении в кратковременной памяти такие объекты памяти могут иметь различную степень отчётливости и, соответственно, разные объёмы информационного содержания. Ёмкость кратковременной памяти может быть увеличена с помощью мыслительного и мнемического процесса (операции), называемого группированием, различными способами объединяющего несколько объектов памяти в единый комплекс, с которым память, в дальнейшем, может оперировать, как с одним объектом памяти.